# Nanaimo

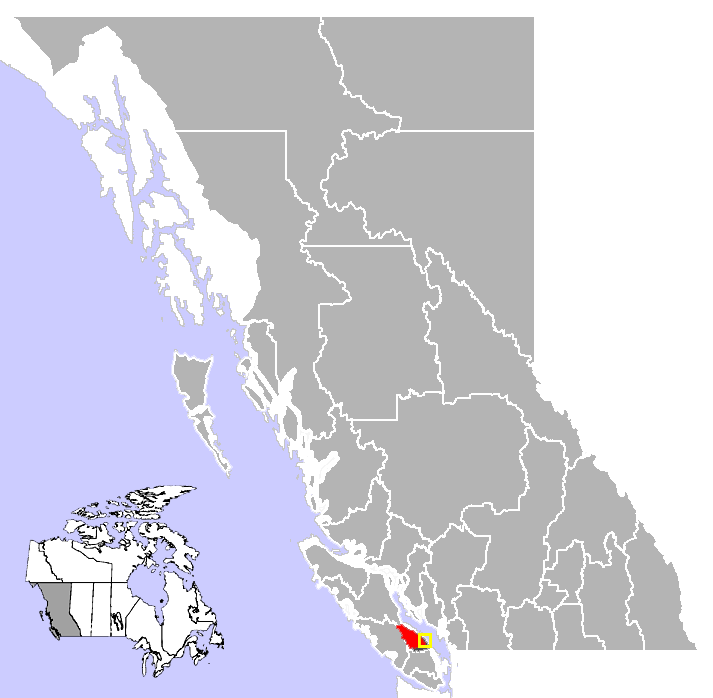
Localização de Nanaimo na Colúmbia Britânica.

Nanaimo é uma cidade do Canadá, província de Colúmbia Britânica. A cidade está localizada a 55 quilômetros oeste de Vancouver. Nanaimo é o núcleo do Distrito Regional de Nanaimo. Sua população é de aproximadamente 83.810 habitantes.